# کرویتسوالد
کرویتسوالد (به فرانسوی: Creutzwald) یک کمون در فرانسه است که در Canton of Bouzonville واقع شده‌است.

## خصوصیات
کرویتسوالد ۲۶٫۷۲ کیلومترمربع مساحت و ۱۴٬۳۶۰ نفر جمعیت دارد و ۲۱۹ متر بالاتر از سطح دریا واقع شده‌است.